# 巴伐利亞的阿達爾貝特 (1828-1875)
巴伐利亞的阿達爾貝特（德語：Adalbert von Bayern，1828年7月19日—1875年9月21日），巴伐利亞國王路德維希一世的幼子。

## 家庭
1856年，阿達爾貝特與西班牙配國王法蘭西斯科的妹妹艾瑪莉亞結婚，兩人共有2子3女：
1. 路德維希·斐迪南（1859年—1949年）
2. 阿爾方斯（英语：Prince Alfons of Bavaria）（1862年—1933年）
3. 伊莎貝拉（英语：Princess Isabella of Bavaria）（1863年—1924年）
4. 艾爾薇拉（1868年—1943年）
5. 克拉拉（1874年—1941年）